# Joaquín Alonso
Joaquín Alonso González (Oviedo, 9 de junho de 1956) é um ex-futebolista espanhol.

## Carreira
Joaquín Alonso atuou somente no Sporting Gijón em sua carreira, ele fez parte do elenco da Seleção Espanhola de Futebol da Copa do Mundo de 1982 e das Olimpiadas de 1980.